# 中丸子駅
中丸子駅（なかまるこえき）は、長野県小県郡丸子町（現・上田市）中丸子にあった上田丸子電鉄丸子線の駅（廃駅）である。丸子線の廃線に伴い1969年（昭和44年）4月20日に廃駅となった。
急行運転列車は通過した。

## 歴史
- 1918年（大正7年）11月21日：丸子鉄道大屋駅（後の電鉄大屋駅） - 丸子町駅間開通に伴い開業[2][3][4]。旅客のみ取扱い[5]。
- 1943年（昭和18年）10月21日：交通統合に伴い上田丸子電鉄丸子線の駅になる[2][4]。
- 時期不詳：無人化[5]。
- 1969年（昭和44年）4月20日：丸子線の廃線に伴い廃止となる[2][3][4]。

## 駅構造
廃止時点で、単式ホーム1面1線を有する地上駅であった。ホームは線路の西側（丸子町方面に向かって右手側）に存在した。転轍機を持たない棒線駅となっていた。
無人駅となっていたが、有人駅時代の駅舎が残っていた。駅舎とは別にトイレ棟を有した。ホームには大きな屋根を持つ待合所を有した。駅名標には、1959年（昭和34年）時点では「なかまりこ」と記載されていたが、1969年（昭和44年）3月時点では「なかまるこ」となっていた。

## 駅周辺
上田市の旧・小県郡丸子町地区で、町制施行時の領域にあった4駅のうちの1駅である。下丸子駅（後の信濃丸子駅→丸子鐘紡駅）、当駅、上丸子駅、丸子町駅の4駅で、下丸子駅を除けば丸子町の市街地に駅が置かれていた。当駅は上田東駅方向からの電車が丸子町に入った際市街地に到達する最初の駅であるが、他の3駅と違い駅前には何もなかったのと、交換設備や貨物側線が設けられていなかったため、比較的目立たない駅であった。ただし、乗降客の多さは他の3駅と同じであった。
- 上田丸子電鉄西丸子線寿町駅 - 駅の西[1]。
- 国道152号
- 丸子警察署 - 現・上田警察署依田窪庁舎。
- 長野県立丸子実業高等学校 - 現・長野県丸子修学館高等学校。
- 依田川

## 駅跡
1996年（平成8年）時点では、駅舎のうち、待合室の一部が民家に転用されていた。また、木造のトイレ棟も朽ち果てながら残存していた。2010年（平成22年）10月時点でも同様であったが、トイレ棟は外壁が一部改修されていた。ホームのあった位置は下記の道路となっていた
また、1996年（平成8年）時点では、丸子町駅附近から電鉄大屋駅附近までの線路跡は丸子町道（後に上田市道）となっていた。舗装道路となって整備されているため、2007年（平成19年）8月時点では遺構は無かった。2010年（平成22年）10月時点でも道路は健在であった。

## 隣の駅
上田丸子電鉄
丸子線
丸子鐘紡駅 - 中丸子駅 - 上丸子駅